# Osvald Käpp
Osvald Käpp (Tallin, Estonia, 17 de febrero de 1905-Edmonds, Estados Unidos, 22 de diciembre de 1995) fue un deportista estonio especialista en lucha libre olímpica donde llegó a ser campeón olímpico en Ámsterdam 1928.

## Carrera deportiva
En los Juegos Olímpicos de 1928 celebrados en Ámsterdam ganó la medalla de oro en lucha libre olímpica estilo peso ligero, superando al francés Charles Pacôme (plata) y al finlandés Eino Leino (bronce).